# Bedburg-West

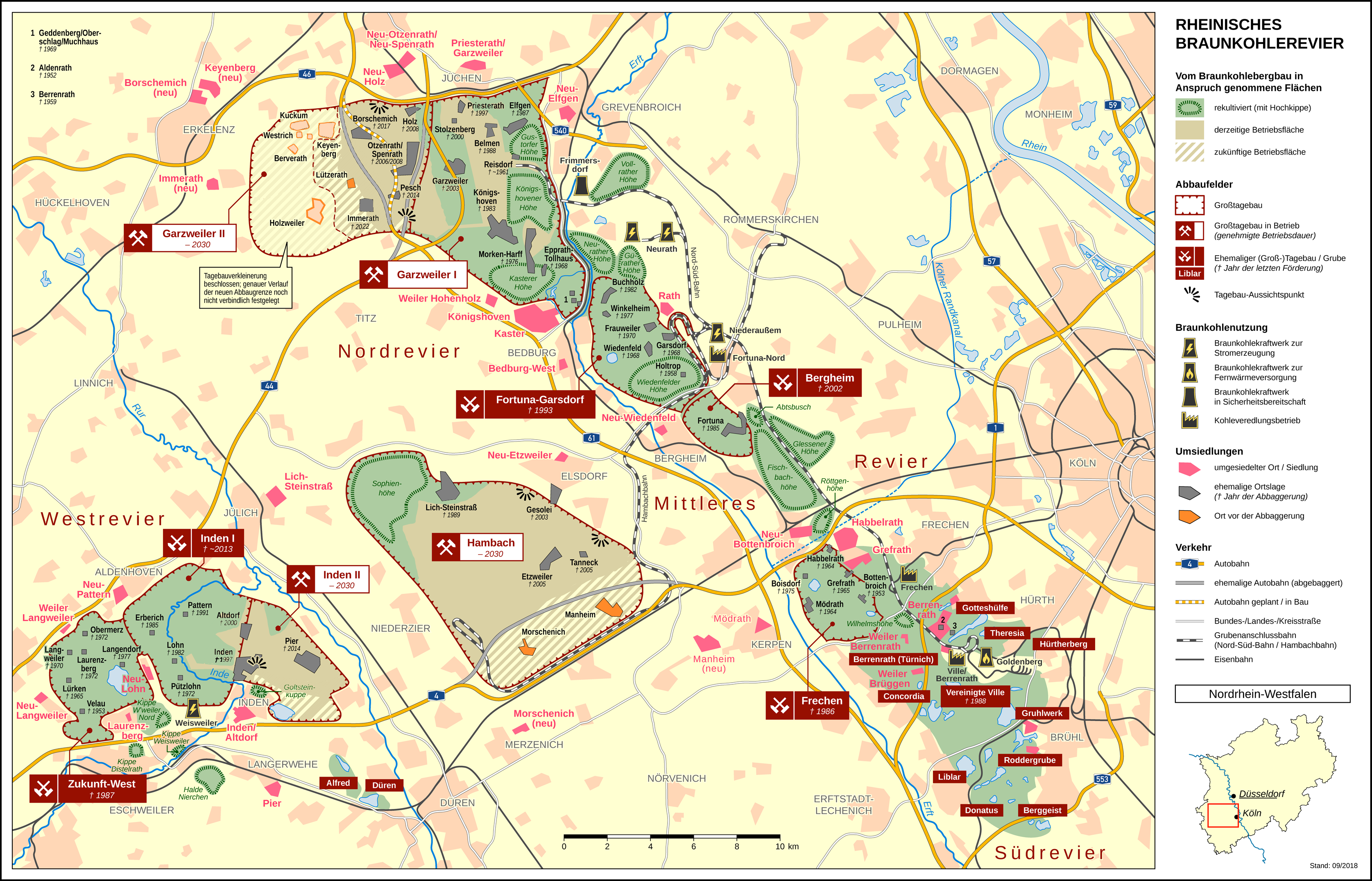
Lage von Bedburg-West im Rheinischen Braunkohlerevier

Bedburg-West ist ein Teil von Bedburg im Rhein-Erft-Kreis in Nordrhein-Westfalen. Er ist der Umsiedlungsort für die Einwohner einiger kleinerer Ortschaften der Stadt Bedburg, die ab den 1960ern dort siedelten.

## Geografie
Er liegt westlich vom Stadtzentrum, daher auch die Bezeichnung Bedburg-West. Im Norden liegt Lipp, im Westen Kirchtroisdorf, im Süden Kirdorf und im Osten Bedburg und Blerichen.

## Geschichte
Die Umsiedlungsvorbereitung von Geddenberg, Muchhaus und Oberschlag aufgrund des Tagebaus startete Mitte der 1960er-Jahre. 1969 mussten diese Ortschaften geräumt sein. Man entschied sich für den Umsiedlungsstandort in Bedburg-West, in der Nähe des Bahnhofes und der Innenstadt. In den 1970er-Jahren wurde Blerichen (Ost) und Winkelheim nach Bedburg-West umgesiedelt. 1977 war diese Phase der Umsiedlung abgeschlossen. 1982 wurde mit Buchholz die letzte Ortschaft in Bedburg-West eingebracht. Die Umsiedlung wurde 1983 abgeschlossen. 
Insgesamt fanden in Bedburg-West die Einwohner aus Geddenberg, Muchhaus, Tollhausen, Oberschlag, Blerichen (Ost), Winkelheim, und Buchholz (Bedburg) ihre neue Heimat.

## Sehenswertes

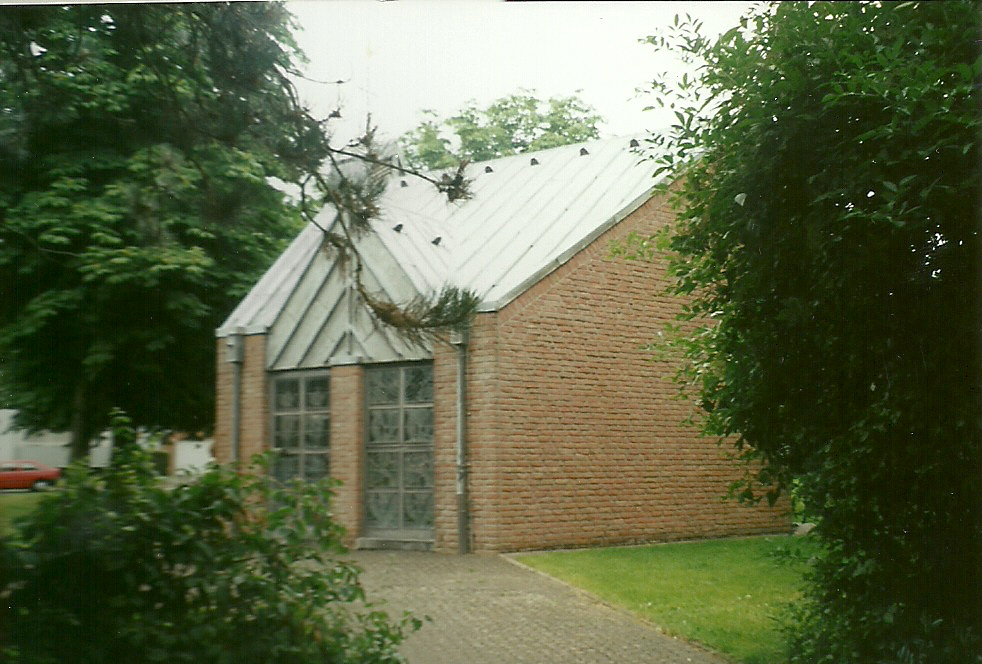
Die neue Sankt Antoniuskapelle im Umsiedlungsort

Im Zentrum des Stadtteils steht die Sankt Antoniuskapelle, die an den Vorgänger in Altbuchholz erinnert. Die Kirche steht inmitten einer Grünanlage wo neben einem Dorfbrunnen auch alte Kriegerdenkmäler stehen. Die Kapelle wird für Messen nicht mehr genutzt.

## Einrichtungen
In Bedburg-West befindet sich der katholische und evangelische Kindergarten und ein Altenheim, außerdem der Friedhof Bedburg.
Ebenso befindet sich in Bedburg-West das Schulzentrum der Stadt mit den folgenden weiterführenden Schulen:
- Gemeinschaftshauptschule Bedburg (Arnold-von-Harff-Schule)
- Realschule Bedburg
- Silverberg-Gymnasium Bedburg

## Verkehr
Die VRS-Buslinie 905 der Rhein-Erft-Verkehrsgesellschaft verbindet Bedburg-West mit Bedburg-Mitte und Königshoven.
| Linie | Verlauf |
| ----- | --- |
| 905   | Stadtbus Bedburg: Bedburg Bf – Bedburg-West – Kirchtroisdorf – Grottenherten – Kirchherten – Pütz – Königshoven – Kaster – Lipp – Bedburg Rathaus – Bedburg Bf – Blerichen – Kirdorf |